# Alabagrus nigritulus
Alabagrus nigritulus är en stekelart som först beskrevs av Szepligeti 1902.  Alabagrus nigritulus ingår i släktet Alabagrus och familjen bracksteklar. Inga underarter finns listade i Catalogue of Life.